# Stare Bielany (métro de Varsovie)
Stare Bielany (français: Vieux Bielany) est une station de la ligne 1 du métro de Varsovie, située dans l'arondissement de Bielany. Inaugurée le 25 octobre 2008, la station dessert les rues Jana Kasprowicza et Zjednoczenia.

## Description
La station située sur deux étages est d'une largeur de 12 m pour 120 m de long. La station est sur deux étages, les quais se situant à l'étage inférieur. Les voies se trouvent au milieu de la station, les quais étant sur les côtés gauche et droite de celles-ci. Les couleurs principales de cette station sont le gris, et le bois clair. À la surface se trouvent un escalier, des escalators ainsi que des ascensceurs pour les personnes souffrant de handicap, elle dispose également de points de vente de tickets, de toilettes et de guichets automatiques bancaires.
Cette station est la 19e de la Ligne 1 du métro de Varsovie dans le sens sud-nord, suivie alors de la station Wawrzyszew, et est la 3e dans le sens nord-sud, suivie de la station Słodowiec.

## Position sur la ligne 1 du métro de Varsovie

Position de la station Stare Bielany (3e en partant du nord) sur la ligne 1.